# Kasteel Ter Eiken (Klein-Sinaai)

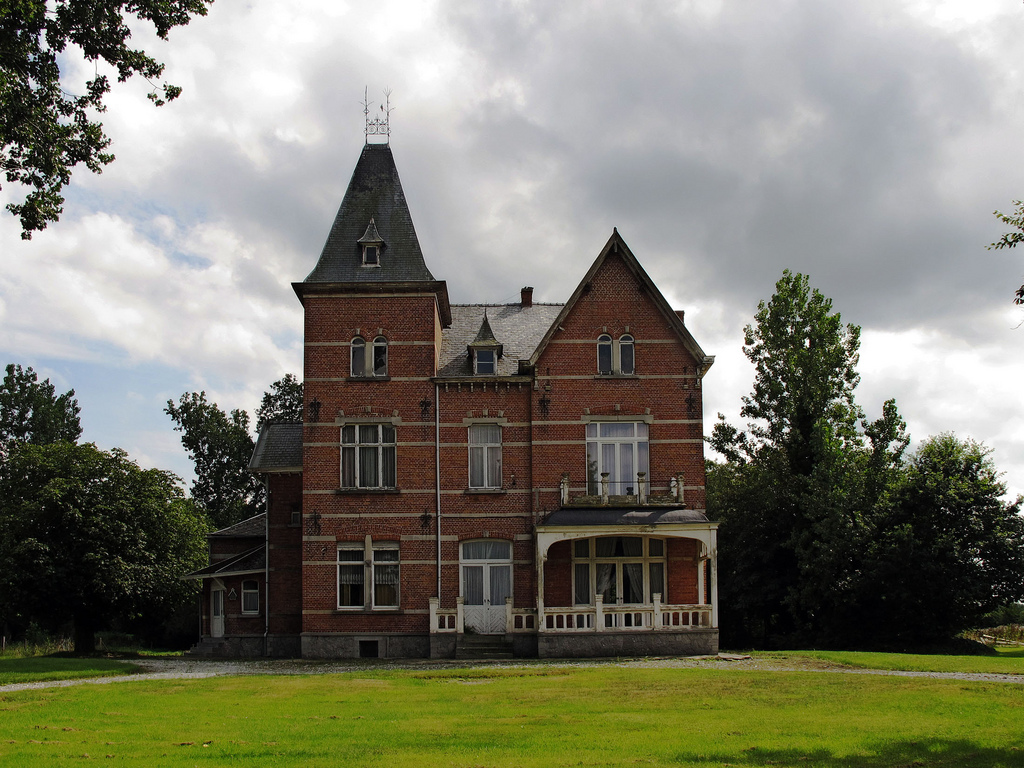
Het landhuis in 2010.

Kasteel Ter Eiken is een landhuis in Klein-Sinaai in de Belgische provincie Oost-Vlaanderen. Het is in 1893 gebouwd door Albert Haus. Na een renovatie van 5 jaar is het in 2018 terug in ere hersteld.